# Mestolobes abnormis
Mestolobes abnormis là một loài bướm đêm thuộc họ Crambidae. Nó là loài đặc hữu của Oahu.
Adults have been taken at the flowers của Metrosideros.